# Lorenzo Bianchetti
Lorenzo Bianchetti (* 12. September 1545 in Bologna; † 12. März 1612 in Rom) war ein italienischer Kardinal der Römischen Kirche.

## Leben

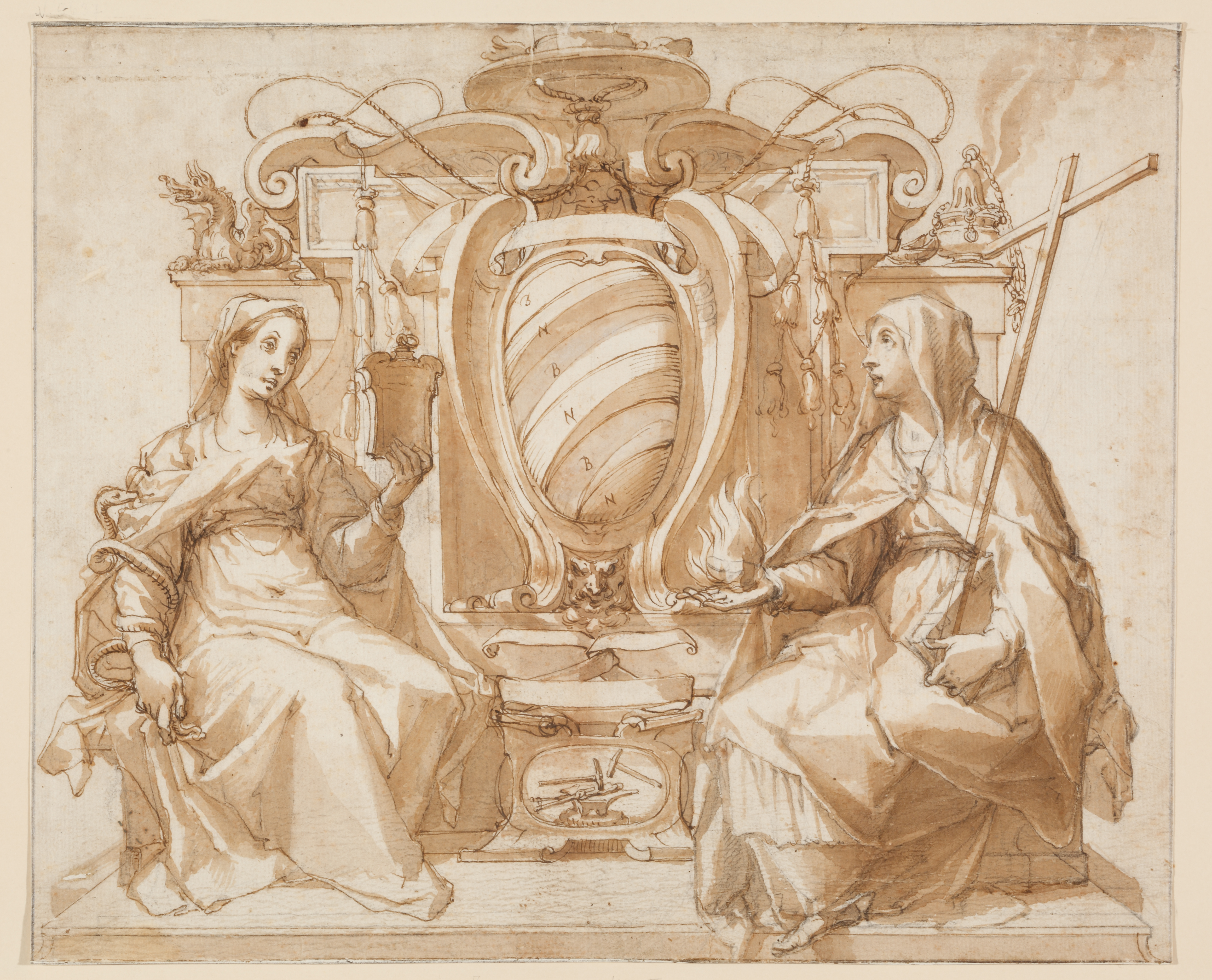
Bianchettis Kardinalswappen (Allegorie von Tommaso Laureti, etwa 1580)

Er stammte aus einer Patrizierfamilie von Bologna und war der Sohn des Cesare Bianchetti und dessen Ehefrau Maddalena Castelli. Lorenzo Bianchetti studierte an der Universität Bologna und schloss dort am 30. August 1567 als Doktor des Rechts ab. Er wurde Relator der Sacra Consulta und am 23. Juli 1572 für 25 Jahre zum Auditor der Rota Romana bestellt. Zudem war er Referendar an den Gerichtshöfen der Apostolischen Signatur. Lorenzo Bianchetti begleitete Kardinal Ippolito Aldobrandini bei dessen Legation nach Krakau. Im Oktober 1589 war er Begleiter von Kardinal Enrico Caetani auf dessen Mission nach Frankreich.
Im Konsistorium vom 5. Juni 1596 erhob Papst Clemens VIII. ihn zum Kardinalpriester. Den roten Hut erhielt Lorenzo Bianchetti am 8. Juni desselben Jahres, die Titelkirche von San Lorenzo in Panisperna wurde ihm am 21. Juni 1596 verliehen.
Als Kardinal nahm Lorenzo Bianchetti am ersten Konklave 1605 teil, das Leo XI. zum Papst wählte. Nach dessen Tod war er Teilnehmer am zweiten Konklave desselben Jahres, aus dem Paul V. als Papst hervorging.
Lorenzo Bianchetti starb 1612 in Rom und wurde in der Jesuitenkirche Il Gesù beigesetzt.